# Дикастерия доктрины веры
Дикасте́рия Доктри́ны Ве́ры или Дикасте́рия Вероуче́ния (лат. Dicasterium pro Doctrina Fidei) — старейшая из шестнадцати Дикастерий Римской курии, в компетенции которой находится наблюдение за ортодоксальностью и чистотой вероучения и морали проповедуемого в Римско-католической церкви. В апостольской конституции Иоанна Павла II Pastor Bonus от 28 июня 1988 года говорилось: Обязанность, надлежащая для Конгрегации Доктрины Веры, состоит в том, чтобы продвигать и охранить доктрину веры и морали повсюду в католическом мире: по этой причине всё, что любым способом касается таких вопросов веры, находится в пределах её компетентности.
Возглавляет дикастерию префект кардинал Виктор Мануэль Фернандес, секретари — монсеньор Джон Джозеф Кеннеди (Дисциплинарная секция) и монсеньор Армандо Маттео (Доктринальная секция), заместитель секретаря — монсеньор Филипп Курбели.

## Названия дикастерии
- Верховная Священная Конгрегация Римской и Вселенской Инквизиции (1542—1908);
- Верховная Священная Конгрегация Священной Канцелярии (1908—1965);
- Священная Конгрегация Доктрины Веры (1965—1983);
- Конгрегация Доктрины Веры (1983—2022);
- Дикастерия Доктрины Веры (с 2022 — по настоящее время);

## История
Истоки Дикастерии Доктрины Веры восходят к образованной Павлом III 21 июля 1542 года (булла «Licet ab initio») Комиссии кардиналов для наблюдения за чистотой вероучения перед распространением идей Реформации и протестантизма. Папа Сикст V апостольской конституцией Immensa Aeterni Dei от 22 января 1588 года придал ей статус Римской Конгрегации, подчинив непосредственно папе римскому. Она получила название Верховная Священная Конгрегация Римской и Вселенской Инквизиции (лат. Suprema Sacra Congregatio pro Romana et Universalis Inquisitionis), в ведение которой входило исследование ереси, схизмы и преступлений против нравственности (инквизиция). Несмотря на название «вселенская», фактически её юрисдикция распространялась лишь на Папское государство.
Папа Пий X апостольской конституцией «Sapienti consilio» от 29 июня 1908 года преобразовал её в Верховную Священную Конгрегацию Священной Канцелярии (лат. Suprema Sacra Congregatio pro Sancti Officii), возложив на неё функцию контроля за ортодоксальностью вероучения Церкви, а с 1917 года — также составления Индекса запрещённых книг (до 1917 года этим занималась особая Конгрегация Индекса).
Следующая реорганизация была проведена папой Павлом VI (motu proprio от 7 декабря 1965 года «Integrae servandae») в свете решений II Ватиканского собора. Конгрегация была лишена привилегированного статуса (лишилась названия «верховная»), а во главе её поставлен кардинал-префект (а не папа, как это было ранее). Тогда же она получила название просуществовавшее до 2022 года.
19 марта 2022 года Папа римский Франциск провозгласил апостольскую конституцию «Praedicate Evangelium» (с лат. — «Провозглашать Евангелие»), которая кардинальным образом реформирует Римскую курию и заменила апостольскую конституцию «Pastor Bonus» 1988 года, изданную Иоанном Павлом II. Вступила в силу 5 июня 2022 года. Были упразднены конгрегации, папские советы и созданы дикастерии.

## Состав Дикастерии
В состав Дикастерии доктрины веры входят особая комиссия по трактовке случаев расторжения брака по принципу благоприятствования вере, Папская библейская комиссия (с 1971 года) и Международная теологическая комиссия (с 1969 года).
Конгрегация состоит из:
- Префект;
- Секретарь;
- Заместитель Секретаря;
- Штат Конгрегации: 33 члена;
- Члены: 30 кардиналов, архиепископов и епископов;
- Советники: 28 членов.

### Текущий состав Дикастерии
В настоящее время в дополнение к префекту Дикастерии состоит из 12 кардиналов, 6 архиепископов и 2 епископов, которые назначаются Папой на пятилетний срок. Членами Дикастерии в настоящее время:

#### Кардиналы
- - Антонио Каньисарес Льовера (с 2006 года)[2];
  - Питер Кодво Аппиах Тарксон (с 2010 года)[3];
  - Курт Кох (с 2010 года)[3];
  - Фернандо Филони (с 2012 года)[4];
  - Клаудио Гуджеротти (с 2023 года)[5];
  - Стивен Амею Мартин Мулла (с 2023 года)[6];
  - Жозе Толентину Мендонса (с 2024 года)[7];
  - Марчелло Семераро (с 2024 года)[7];
  - Пабло Вирхилио Сионгко Давид (с 2025 года)[8];
  - Жайме Спенглер O.F.M. (с 2025 года)[8];
  - Иньяс Бесси Догбо (с 2025 года)[8];
  - Роберто Реполе (с 2025 года)[8].

#### Архиепископы
- - Сальваторе Физикелла;
  - Вальмор Оливейра де Ажеведу[англ.] (с 2009 года)[9]
  - Хосе Луис Моллахан[англ.] (с 2014 года);
  - Станислав Гондецкий (с 2014 года);
  - Чарльз Счиклуна[англ.] (с 2012 года);[10]
  - Бруно Форте (с 2024 года)[7]

#### Епископы
- - Марио дель Валле Моронта Родригес (с 2009 года)[9];
  - Рудольф Водерхольцер[англ.] (с 28 мая 2014)[11].

- 28 консультантов.

## Главы Конгрегации Доктрины Веры

### Великие инквизиторы
- Джанпьетро Караффа — (21 июля 1542 — 23 мая 1555 — до своего избрания папой римским);
- Антонио Микеле Гислиери — (14 декабря 1558 — 7 января 1566 — до своего избрания папой римским);
- Диего де Эспиноса — (1566—1572 — до своей смерти);
- Шипьоне Ребиба — (1573—1577 — до своей смерти);
- Джакомо Савелли — (1577—1586 — подал в отставку в связи с болезнью);
- Джулио Антонио Сантори — (1586—1602 — до своей смерти);

### Секретари
- Камилло Боргезе — (9 июня 1603 — 16 мая 1605 — до своего избрания папой римским);
- Помпео Арригони — (1605 — 4 апреля 1616 — до своей смерти);
- Джованни Гарциа Миллини — (1616 — 2 октября 1629 — до своей смерти);
- Антонио Барберини старший, капуцин — (1629 — 3 октября 1633 — подал в отставку);
- Франческо Барберини старший — (1633 — 10 декабря 1679 — до своей смерти);
- Чезаре Факкинетти — (1679 — 30 января 1683 — до своей смерти);
- Альдерано Чибо — (1683 — 22 июля 1700 — до своей смерти);
- Галеаццо Марескотти — (1700—1716 — подал в отставку);
- Фабрицио Спада — (1716 — 15 июня 1717 — до своей смерти);
- Никколо Аччайоли — (15 июня 1717 — 23 февраля 1719 — до своей смерти);
- Франческо дель Джудиче — (1719 — 10 октября 1725 — до своей смерти);
- Фабрицио Паолуччи — (19 ноября 1725 — 12 июня 1726 — до своей смерти);
- Пьетро Оттобони — (14 июня 1726 — 29 февраля 1740 — до своей смерти);
- Томмазо Руффо — (29 августа 1740 — 16 февраля 1753 — до своей смерти);
- Нери Мария Корсини — (26 февраля 1753 — 6 декабря 1770 — до своей смерти);
- Джованни Франческо Стоппани — (12 декабря 1770 — 18 ноября 1774 — до своей смерти);
- Луиджи Мария Торреджани — (22 февраля 1775 — 6 января 1777 — до своей смерти);
- Карло Реццонико младший — (17 января 1777 — 26 января 1799 — до своей смерти);
- Леонардо Антонелли — (8 ноября 1800 — 23 января 1811 — до своей смерти);
- Лоренцо Литта (23 января 1811 — 20 мая 1814 — подал в отставку);
- Джулио Мария делла Сомалья — (20 мая 1814 — 2 апреля 1830 — до своей смерти);
- Бартоломео Пакка — (5 апреля 1830 — 19 апреля 1844 — до своей смерти);
- Винченцо Макки — (25 апреля 1844 — 30 сентября 1860 — до своей смерти);
- Константино Патрици Наро — (10 октября 1860 — 17 декабря 1876 — до своей смерти);
- Просперо Катерини — (21 декабря 1876 — 28 октября 1881 — до своей смерти);
- Антонио Мария Панебьянко, францисканец-конвентуал — (30 марта 1882 — 25 января 1883 — подал в отставку в связи с тяжёлой болезнью);
- Луиджи Мария Бильо, барнабит — (25 января 1883 — 30 января 1884 — до своей смерти);
- Раффаэле Монако Ла Валлетта — (15 февраля 1884 — 14 июля 1896 — до своей смерти);
- Лючидо Мария Парокки — (5 августа 1896 — 15 января 1903 — до своей смерти);
- Серафино Ваннутелли — (16 января 1903 — 30 декабря 1908 — подал в отставку);
- Мариано Рамполла дель Тиндаро — (30 декабря 1908 — 16 декабря 1913 — до своей смерти);
- Доменико Феррата — (2 января — 10 октября 1914 — до своей смерти);
- Рафаэль Мерри дель Валь — (14 октября 1914 — 26 февраля 1930 — до своей смерти);
- Донато Сбарретти — (4 июля 1930 — 1 апреля 1939 — до своей смерти);
- Франческо Маркетти Сельваджани — (30 апреля 1939 — 13 января 1951 — до своей смерти);
- Джузеппе Пиццардо — (16 февраля 1951 — 12 октября 1959 — подал в отставку).
- Впоследствии главой дикастерии стал префект.

### Префекты
- кардинал Альфредо Оттавиани — (7 ноября 1959 — 6 января 1968), сначала назван секретарём, тогда как префектом был всегда папа римский, потом про-префект, потом префект — подал в отставку);
- кардинал Франьо Шепер — (8 января 1968 — 25 ноября 1981 — подал в отставку);
- кардинал Йозеф Ратцингер — (25 ноября 1981 — 2 апреля 2005 — до смерти Иоанна Павла II) — с 2005 по 2013 папа римский Бенедикт XVI;
- кардинал Уильям Левада — (13 мая 2005 — 2 июля 2012 — подал в отставку);
- кардинал Герхард Людвиг Мюллер — (2 июля 2012 — 1 июля 2017 — не продлили полномочия);
- кардинал Луис Франсиско Ладария Феррер — (1 июля 2017 — 1 июля 2023 — не продлили полномочия);
- кардинал Виктор Мануэль Фернандес — (1 июля 2023 — по настоящее время).

### Секретари конгрегации и дикастерии с 1965 года
- архиепископ Пьетро Паренте — (7 декабря 1965 — 26 июня 1967);
- архиепископ Поль-Пьер Филипп— (29 июня 1967 — 6 марта 1973);
- архиепископ Жан-Жером Амер — (14 июня 1973 — 8 апреля 1984);
- архиепископ Альберто Бовоне — (8 апреля 1984 — 13 июня 1995);
- архиепископ Тарчизио Бертоне — (13 июня 1995 — 10 декабря 2002);
- архиепископ Анджело Амато — (19 декабря 2002 — 9 июля 2008);
- архиепископ Луис Франсиско Ладария Феррер — (9 июля 2008 — 1 июля 2017);
- архиепископ Джакомо Моранди — (18 июля 2017 — 10 января 2022);
- монсеньор Джон Джозеф Кеннеди (Дисциплинарная секция) — (23 апреля 2022 — по настоящее время);
- монсеньор Армандо Маттео (Доктринальная секция) — (23 апреля 2022 — по настоящее время).